# 산타카타리나주
산타카타리나주(브라질 포르투갈어: Estado de Santa Catarina, 문화어:싼따 까따리나주)는 브라질의 남부 대서양 연안에 위치하며 히우그란지두술주, 파라나 주와 이웃하고 있다.

## 역사
산타카타리나 주는 브라질에서 가장 오래된 주 중 하나로 1738년 상파울루에서 분리되었다. 브라질 남부까지 포르투갈의 영토를 확장하기 위해 브라질의 히우 데 라 플라타 지역에 도달할 때까지 설립되었다. 브라질 남부 주에서 가장 오래된 주이기도 하며, 히우그란지두술(1807년)과 파라나(1853년)보다 오래되었다. 18세기에 아조르족 포르투갈인들이 해안을 식민지로 삼았고, 19세기 중반에는 독일인들이 산타카타리나 주 북부에 정착했다.[8][9] 주 남부는 19세기 말에 이탈리아인들이 거주했다. 리오그란데도술에서 이주한 이탈리아와 독일 이민자들의 자손들이 20세기 중반에 서부 산타카타리나에 정착했다.

## 주요 도시
- 조인빌리
- 플로리아노폴리스
- 블루메나우
- 상주제
- 크리시우마
- 이타자이

## 인구
| 연도    | 인구      | ±%      |
| ------- | --------- | ------- |
| 1872    | 159,802   | —       |
| 1890    | 283,769   | +77.6%  |
| 1900    | 320,289   | +12.9%  |
| 1920    | 668,743   | +108.8% |
| 1940    | 1,178,340 | +76.2%  |
| 1950    | 1,560,502 | +32.4%  |
| 1960    | 2,146,909 | +37.6%  |
| 1970    | 2,930,411 | +36.5%  |
| 1980    | 3,687,652 | +25.8%  |
| 1991    | 4,538,248 | +23.1%  |
| 2000    | 5,357,864 | +18.1%  |
| 2010    | 6,248,436 | +16.6%  |
| 2022    | 7,610,361 | +21.8%  |
| Source: |           |         |